# Tetraclinis
Tetraclinis és un gènere coníferes de la família Cupressaceae endèmic de l'oest de la regió mediterrània, de fulla perenne. Consta d'una sola espècie viva, Tetraclinis articulata i dues d'extintes.
Està estretament emparentat amb els gèneres Platycladus, Microbiota i Calocedrus. En texts antics, de vegades se'l considera dins els gèneres Thuja o Callitris.

## Noms comuns
Tetraclinis articulata rep diversos noms comuns en català: alerç africà, sandàraca, sandaraca, savina articulada, savina de Cartagena, savina de moro, tuia articulada, xiprer quadrivalve.

## Característiques
És un arbre petit de creixement lent que fa 6–15 m d'alçada (rarament 20 m); sovint té més d'un tronc des de la base. Les fulles, amb la forma dels xiprers, fan d'1 a 8 mm de llarg i d'1 a 1,5 mm d'ample. Les pinyes fan de 10 a 15 mm de llarg i quan maduren són de color marró. Les llavors fan de 5 a 7 mm de llargada i 2 mm d'ample, amb ales papiràcies a cada costat.
És de les poques coníferes que rebroten quan se les talla, i això és una adaptació als incendis forestals i a l'acció moderada dels animals herbívors.

## Distribució
És oriünd del nord-oest d'Àfrica i les muntanyes Atles del Marroc, Algèria i Tunísia; també es troba a Malta i Cartagena (Espanya). Creix en altituds relativament baixes i en climes secs termomediterranis.

## Usos
És l'arbre nacional de Malta. La resina (sandàraca) es fa servir per fer un vernís i laques per conservar pintures. La fusta es fa servir per treballs decoratius. També se'n fan bonsais i s'utilitza com a planta ornamental (per exemple, als jardins del palauet de Maria Cristina de Barcelona).

## Amenaces
L'espècie, a part per la desforestació per obtenir-ne la fusta i fer conreus, està amenaçada per la sobrepastura.

## Imatges

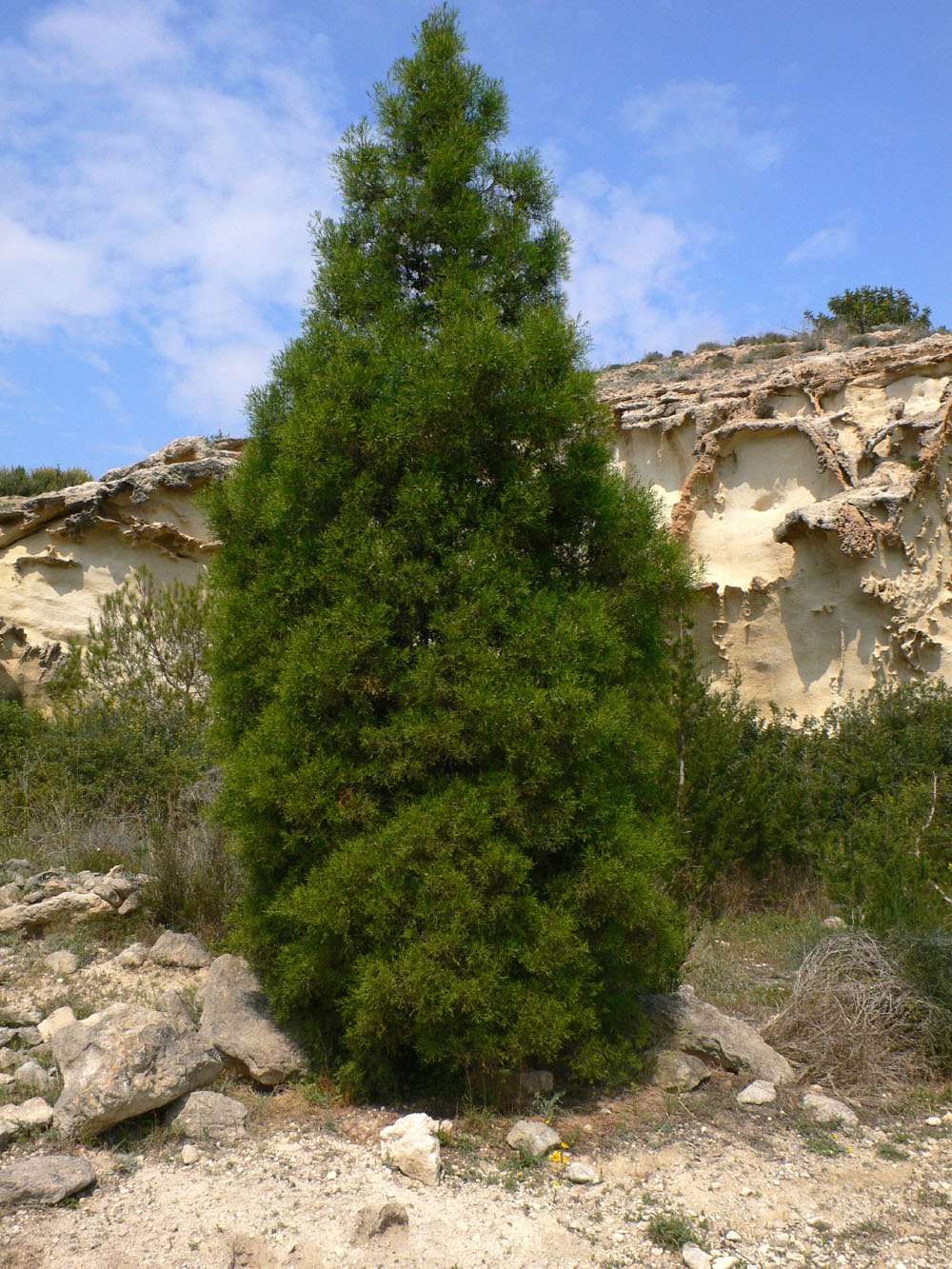
Tetraclinis articulata a Cartagena, regió de Múrcia
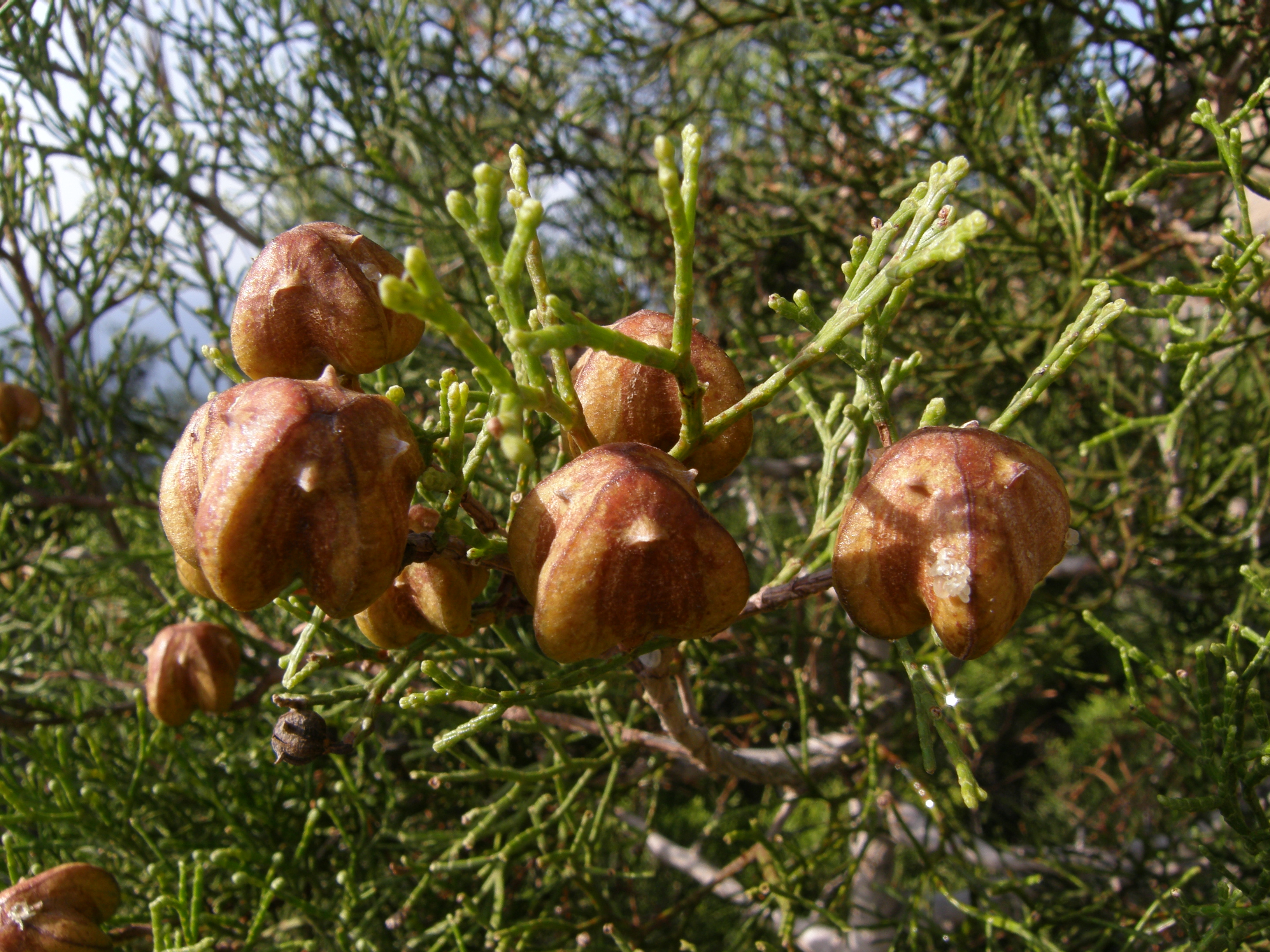
Pinyes de Tetraclinis a Al Hoceima
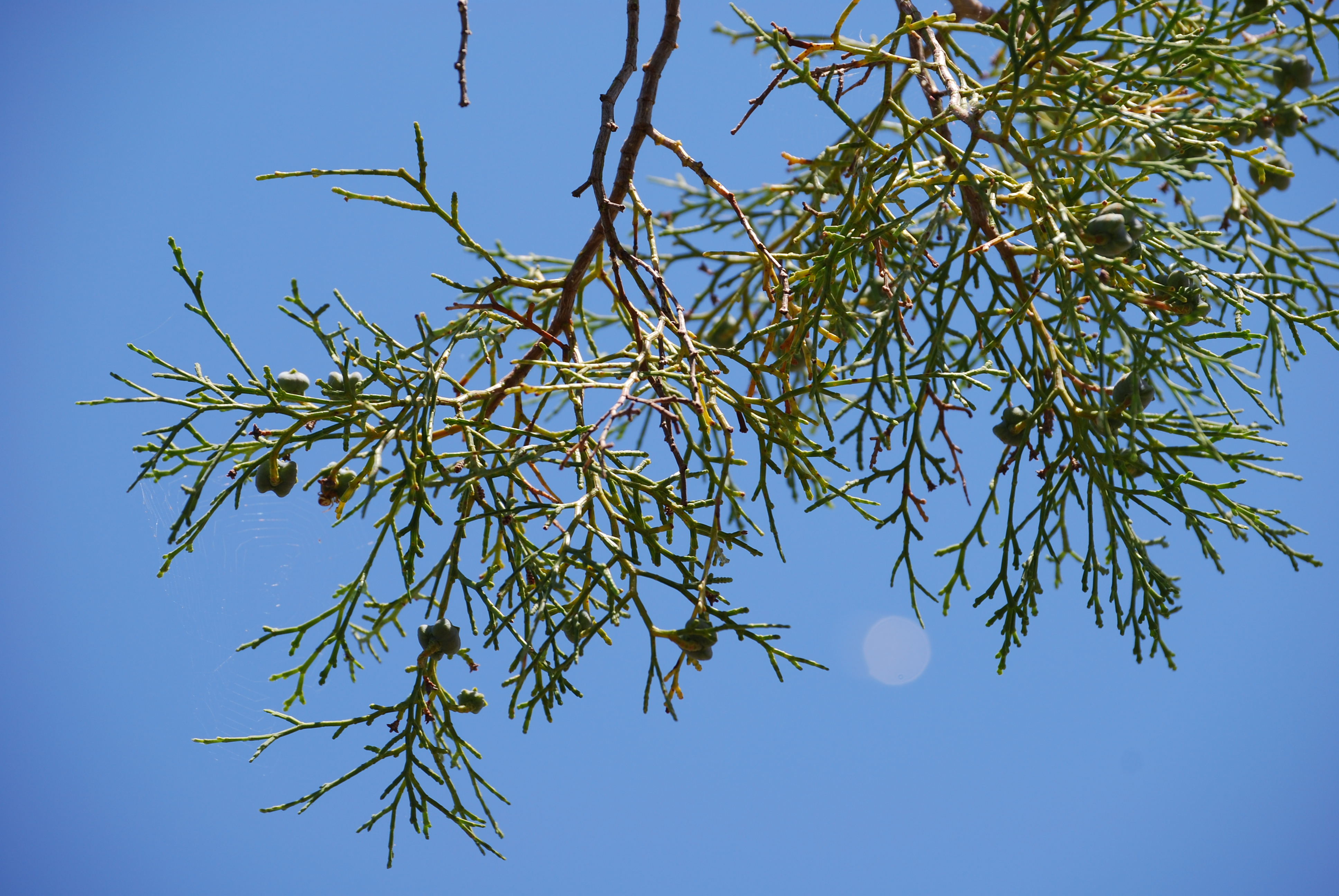
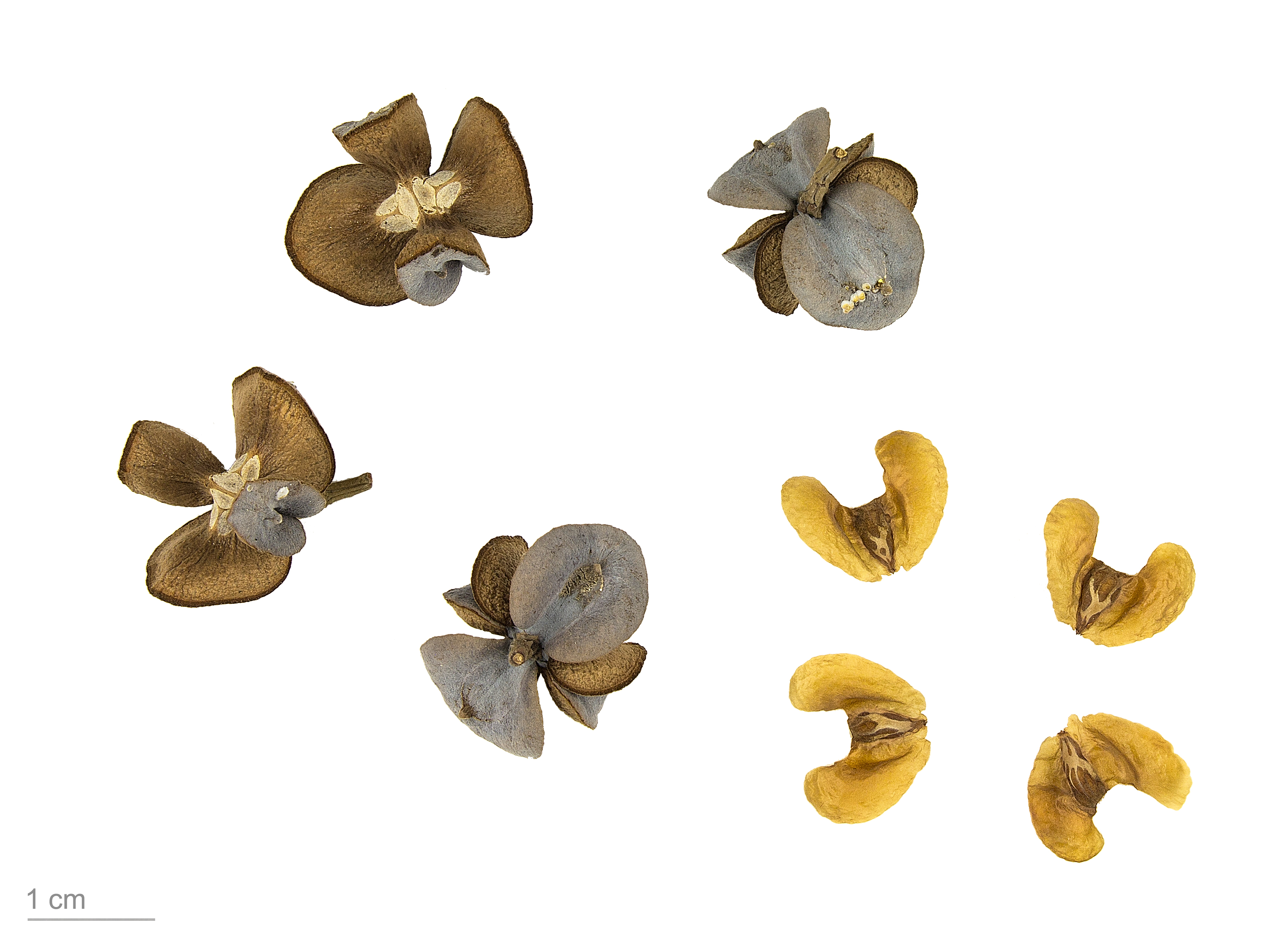
Tetraclinis articulata